# Fun guo
Fun guo (čínsky v českém přepisu fen-kuo, pchin-jinem fěnguǒ, znaky 粉粿) je tradiční čínské jídlo. Jedná se o malé knedlíky připravované v páře. Fun guo jsou podobné krevetovým knedlíčkům har gaw.

## Synonyma
Tyto knedlíčky jsou známy pod více názvy, například: Chaozhou fun guo, fun quor, fun gor, fen guo, knedlíčky Chiu Chow nebo knedlíčky Teochew.

## Původ
Fun guo pochází z jihovýchodní Číny, přesněji z oblasti Čchao-šan na pobřeží provincie Kuang-tung.